# پند بیگوال

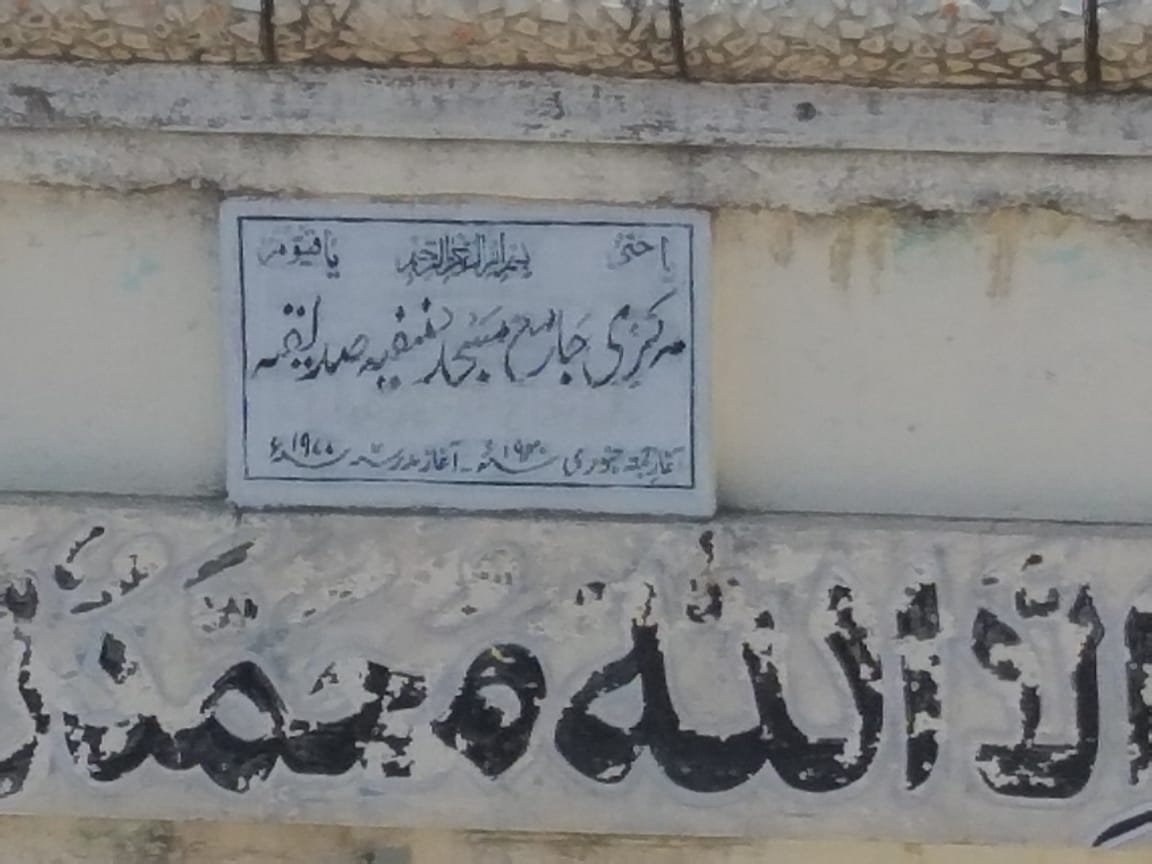
مسجد مرکزی در پیند بیگوال اسلام آباد

پند بیگوال (به انگلیسی: Pind Begwal) یک روستا در پاکستان است که در اسلام‌آباد واقع شده‌است.